# Korunní potok (přítok Ohře)
Korunní potok je menší vodní tok v Doupovských horách v okrese Karlovy Vary v Karlovarském kraji, pravostranný přítok Ohře.
Délka toku měří 4,3 km, plocha povodí činí 7,3 km².

## Průběh toku
Potok pramení v Doupovských horách v nadmořské výšce 695 metrů v severozápadní části Vojenského újezdu Hradiště, asi 4,5 km jihovýchodně od Stráže nad Ohří.
Od pramene teče ve velkém spádu pod strmými okolními svahy zalesněnou krajinou severozápadním směrem. Přibírá zleva i zprava několik drobných nepojmenovaných potoků, protéká územím vesnice Korunní okolo stáčírny minerální vody Korunní. Pokračuje k silnici ze Stráže nad Ohří do Korunní. Pod silnicí se při levém břehu nachází pro veřejnost přístupný odběr minerálky. Potok podtéká železniční trať a asi 600 metrů východně od vlakového nádraží Stráž nad Ohří se zprava vlévá do Ohře.